# 알제리의 역사
알제리의 역사의 대부분은 북아프리카의 비옥한 해안 평야에서 일어났으며, 종종 마그레브라고 불린다. 북아프리카는 유럽이나 중동으로 이주하는 사람들의 교통 지역 역할을 했기 때문에, 카르타고인, 로마인, 반달족을 포함한 다른 지역 주민들의 영향을 받았다. 이 지역은 서기 8세기 초에 이슬람교도들에 의해 정복되었지만, 740년 베르베르 반란 이후 우마이야 칼리파국으로부터 분리되었다. 오스만 제국 시대에 알제리는 지중해에서 중요한 국가가 되었고, 이로 인해 많은 해전이 일어났다. 이 나라의 최근 역사에서 마지막으로 중요한 사건은 알제리 전쟁과 알제리 내전이었다.

## 선사 시대
알제리의 초기 인류 점령의 증거는 1992년 아인 하네흐에서 발견된 180만 년 된 올도완 석기 발견으로 입증된다. 1954년에 화석화된 호모 에렉투스 뼈는 테르네파인에서 C. 아람부르크가 발견했다. 신석기 문명은 기원전 6000년에서 2000년 사이에 사하라와 지중해 마그리브에서 발전했다. 알제리 남동부의 타실리나제르 동굴 벽화에 잘 묘사된 이러한 형태의 경제는 고전 시대까지 마그리브 지역에서 지배적이었다.

## 누미디아

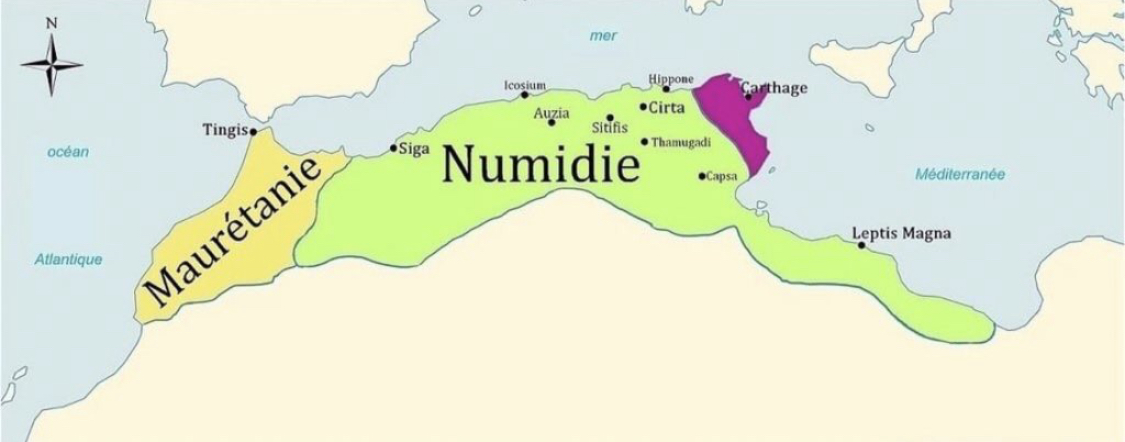
누미디아 지도

기원전 900년경 페니키아 상인들이 북아프리카 해안에 도착하여 기원전 800년경 카르타고(현재의 튀니지)를 세웠다. 고전기 동안 베르베르 문명은 이미 농업, 제조업, 무역, 정치 조직이 여러 국가를 지원하는 단계에 있었다. 내륙에서 카르타고와 베르베르인 사이의 무역 관계는 증가했지만, 영토 확장은 또한 일부 베르베르인의 노예화 또는 군사 모집과 다른 사람들로부터 조공을 추출하는 결과를 낳았다.
카르타고 국가는 포에니 전쟁에서 로마군에게 연달아 패하면서 쇠퇴했고, 기원전 146년에 카르타고는 파괴되었다. 카르타고의 권력이 약화되면서, 내륙의 베르베르 지도자들의 영향력은 커졌다.
기원전 2세기까지, 몇몇 거대하지만 느슨하게 통치된 베르베르 왕국들이 나타났다. 그 후, 마시니사 왕은 누미디아를 그의 통치하에 통일시킬 수 있었다.

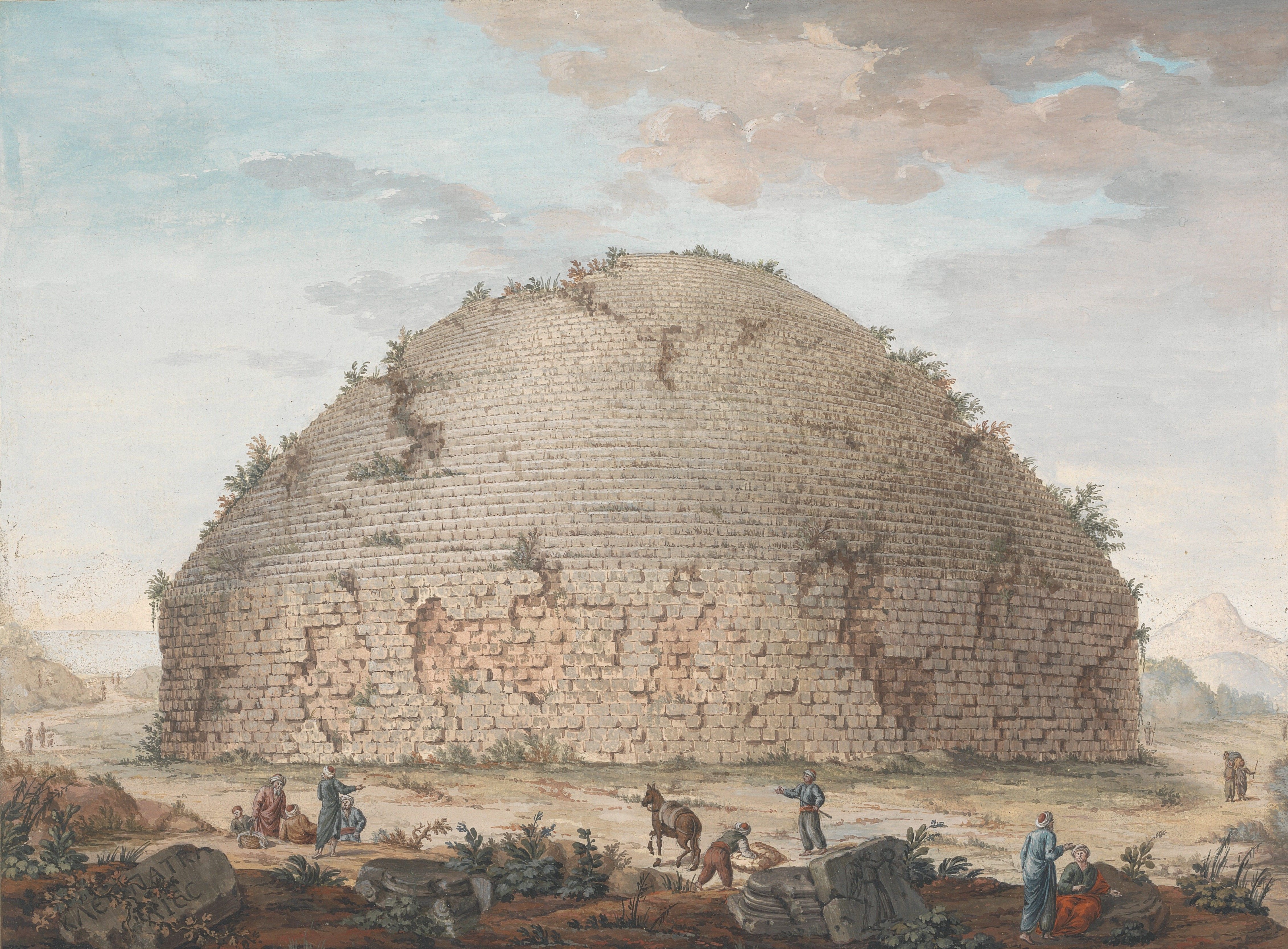
티파자에 있는 주바 2세와 클레오파트라 셀레네 2세의 묘지

## 로마 제국
마그다센은 기원전 12년부터 기원전 3년 사이에 누미디아 왕국의 독립 왕국의 왕이다.
기독교는 2세기에 도래했다. 4세기 말에 정착한 지역은 기독교화되었고, 일부 베르베르 부족들은 집단으로 개종했다.
서로마 제국이 멸망한 후, 알제리는 반달 왕국의 지배하에 들어갔다. 이후 동로마 제국은 반달족으로부터 알제리를 정복하여 아프리카 총독부 프라에토리아 현에 편입시켰다.

## 중세 시대
8세기 우마이야가 북아프리카를 정복하면서 아랍의 식민지화가 시작되었다. 11세기 아라비아 반도에서 온 이주민들의 침략은 동양 부족의 풍습을 가져왔다. 이슬람과 아랍어의 도입은 북아프리카에 깊은 영향을 미쳤다. 새로운 종교와 언어는 사회적, 경제적 관계의 변화를 도입했고, 문화 적응과 동화를 통해 아랍 세계와 연결되었다.

## 스페인 영지
북아프리카에서 스페인의 팽창주의 정책은 이베리아반도의 레콘키스타가 끝나자 가톨릭 군주들과 섭정 시네로스로부터 시작되었다. 이 방법으로, 알제리 해안의 몇몇 마을과 전초 기지가 정복되어 메르스엘케비르 (1505년), 오랑 (1509년), 알제 (1510년), 베자이아 (1510년)를 점령했다. 스페인의 오랑 정복은 많은 유혈사태로 승리했고, 4,000명의 알제리인들이 학살당했고, 8,000명에 달하는 사람들이 포로로 잡혔다. 약 200년 동안, 오랑의 거주민들은 사실상 기근과 역병으로 파괴된 요새 성벽에 포로로 잡혀 있었다.

## 오스만 제국 시대
하이라드 딘의 섭정 아래, 알제리는 마그리브에서 오스만 제국의 권위의 중심이 되었다. 300년 동안, 알제리는 알제를 수도로 한 섭정 하에서 오스만 제국의 바살 국가였다. 그 후, 정기적인 오스만 정부의 제도와 함께, 파샤라는 직함을 가진 총독들이 통치했고, 튀르키예어가 공용어였다. 1671년에 새로운 지도자가 권력을 잡았고, 데이라는 칭호를 채택했다. 1710년 데이는 술탄에게 그와 그의 후계자들을 섭정으로 인정하도록 설득했고, 파샤의 역할을 대신했다.
알제리는 오스만 제국의 일부로 남아있었지만, 오스만 정부는 그곳에서 효과적인 영향력을 행사하지 못했다. 유럽의 해양 강대국들은 그들의 선박에 대한 공격을 막기 위해 북아프리카의 사략선 국가(알제, 튀니스, 트리폴리, 모로코)의 통치자들이 요구한 조공을 지불했다. 19세기 초의 나폴레옹 전쟁은 해상 강국의 관심을 해적 탄압으로부터 돌렸다. 그러나 1815년 유럽으로 평화가 회복되자 알제리는 스페인, 네덜란드, 프로이센, 덴마크, 러시아, 나폴리와 전쟁을 벌였다. 알제리와 그 주변 지역은 바르바리 국가로 알려져 있으며, 지중해에서의 해적 행위와 기독교인들의 노예화에 책임이 있었으며, 이로 인해 미국과 제1차 바르바리 전쟁과 제2차 바르바리 전쟁으로 이어졌다.

## 같이 보기
- 아프리카의 역사
- 알제리의 총리